# Prvenstvo BLP 1922-1923
Il Prvenstvo Beogradskog loptičkog podsaveza 1922./23., in cirillico Првенство Београдског лоптичког подсавеза 1922./23., (it. "Campionato della sottofederazione calcistica di Belgrado 1922-23") fu la quarta edizione del campionato organizzato dalla Beogradski loptački podsavez (BLP).
Il torneo fu vinto dallo Jugoslavija, al suo primo titolo nella BLP.

Questa vittoria diede ai biancorossi l'accesso al Državno prvenstvo 1923 (il campionato nazionale jugoslavo) assieme ai vincitori delle altre sottofederazioni.
Il campionato era diviso era diviso fra le squadre di Belgrado città (divise in più classi, razred) e quelle della provincia (divise in varie parrocchie, župe). La vincitrice della 1. razred disputava la finale sottofederale contro la vincente del campionato provinciale.

## Prima classe "A"

### Classifica
|                   | Pos. | Squadra             | Pt | G | V | N | P | GF | GS | QR    |
| ----------------- | ---- | ------------------- | -- | - | - | - | - | -- | -- | ----- |
|                   | 1.   | Jugoslavija         | 11 | 6 | 5 | 1 | 0 | 25 | 4  | 6,250 |
|                   | 2.   | Vardar Belgrado     | 5  | 6 | 2 | 1 | 3 | 7  | 13 | 0,538 |
|                   | 3.   | BSK Belgrado (–4)   | 3  | 6 | 3 | 1 | 2 | 11 | 8  | 1,375 |
|                   | 4.   | Konkordija Belgrado | 1  | 6 | 0 | 1 | 5 | 5  | 23 | 0,217 |
| Fonte: exyufudbal |      |                     |    |   |   |   |   |    |    |       |

Legenda:
      Campione della BLP ed ammessa al campionato nazionale.
  Partecipa agli spareggi.
      Retrocessa nella classe inferiore.
Note:
Due punti a vittoria, uno a pareggio, zero a sconfitta.
BSK penalizzato di quattro punti per utilizzo di giocatori in posizione irregolare.

### Risultati
Andata:
27.09.1922. BSK – Konkordija 4–1
15.10.1922. BSK – Jugoslavija 2–2
22.10.1922. Jugoslavija – Konkordija 8–0
12.11.1922. Vardar – Konkordija 1–1
19.11.1922. Jugoslavija – Vardar 4–0
26.11.1922. BSK – Vardar 1–2
Ritorno:
18.03.1923. BSK – Vardar 1–0
25.03.1923. Jugoslavija – Konkordija 5–0
13.04.1923. BSK – Jugoslavija 1–2
15.04.1923. Vardar – Konkordija 5–1 (annullata)
24.05.1923. BSK – Konkordija 2–1
22.07.1923. Jugoslavija – Vardar 4–1
09.09.1923. Vardar – Konkordija 3–2

### Finale Belgrado/Novi Sad
```
Disputata fra le vincitrici della 
1/A razred
 (
Jugoslavija
) e della 
Novosadska župa
 (
Juda Makabi
).
```

| Data                    | Partita                   | Ris. |
| ----------------------- | ------------------------- | ---- |
| ?                       | Jugoslavija – Juda Makabi | 9–0  |
| Fonte: claudionicoletti |                           |      |

## Classi inferiori

### I/B razred
```
   Squadra                         G   V   N   P   GF  GS  Q.Reti  Pti
1  
Soko
                            2   2   0   0   5   2   2,500   4
2  
Srpski mač
                      2   0   0   2   2   5   0,400   0
3  
Slavija
 (fuso con il Soko)
[
3
]
```

### II/A razred
```
   Squadra                         G   V   N   P   GF  GS  Q.Reti  Pti
1  Jadran                          10  8   1   1   35  10  3,500   17
2  Brđanin                         10  6   2   2   24  19  2,666   14
3  Srbija                          10  5   3   2   37  21  1,761   13
4  
Dušanovac
                       10  3   3   4   29  18  1,611   9
5  Šumadija                        10  3   1   6   10  23  0,434   7
6  Kosmaj                          ritirato
Uskok e Omladina si sono fuse a formare lo Šumadija, che ha mantenuto la classifica del Omladina.
[
4
]
```

### II/B razred
```
1  Osvetnik
2  Bosna
3  Građanski
4  Olimpija
5  
Grafičar

6  
Radnički

7  Viktorija
8  Karađorđe
```

## Provincia

### Beogradska župa
```
   Squadra                         G   V   N   P   GF  GS  Q.Reti  Pti
1  
Vitez Zemun
                     7   5   1   1   18  9   2,000   11
2  ZAŠK Zemun                      7   4   0   3   13  7   1,857   8
3  
Šparta Zemun
                    7   3   1   3   17  14  1,214   7
4  Banat Pančevo                   7   3   0   4   12  17  0,706   6
5  Hakoah Zemun                    4   0   0   4   2   15  0,133   0
```

### Skopska župa

#### Grupa Skoplje
```
1  Napredak Skoplje									
2  
Skopski SK Skoplje
									
3  
Pobeda Skoplje
									
4  Vardar Skoplje									
5  Makedonija Skoplje									
6  
Građanski Skoplje
```

#### Grupa Tetovo
```
Ljuboten Tetovo
 - Šparta Tetovo            ritiro Šparta
```

#### Finale Skopska župa
```
Skopski SK Skoplje
 - 
Ljuboten Tetovo
       2-0
```

### Posavska župa
```
   Squadra                         G   V   N   P   GF  GS  Q.Reti  Pti
1  
Mačva Šabac
                     5   5   0   0   21  3   7,000   10	
2  
Građanski Sremska Mitrovica
     3   2   0   1   8   4   2,000   4	
3  Olimpija Šabac                  3   2   0   1   7   4   1,750   4	
4  Posavina Sremska Mitrovica      3   2   0   1   6   7   0,857   4	
5  Akademski SK Ruma               5   1   0   4   3   12  0,250   2	
6  Avala Sremska Mitrovica         5   0   0   5   0   15  0,000   0	
```

### Bosanska župa

#### Grupa Bijeljina
```
Zora Bijeljina (unico partecipante)	
```

#### Grupa Brčko
```
Semifinale:    
Jedinstvo Brčko
 - Zmaj Brčko		      ritiro Zmaj
Finale:        Sloga Brčko - 
Jedinstvo Brčko
		      1-0
```

#### Finale Bosanska župa
```
Sloga Brčko - Zora Bijeljina             ritiro Zora
```

### Kolubarska župa
```
Srpski mač Valjevo (unico partecipante)
```

### Krajinska župa
```
Hajduk Veljko Negotin (unico partecipante)
```

### Šumadijska župa
```
   Squadra                         G   V   N   P   GF  GS  Q.Reti  Pti
1  
Šumadija Kragujevac
             2   1   0   1   5   4   1,250   2
2  
Šparta Jagodina
                 2   1   0   1   4   5   0,800   2
   Mlada Šumadija Kragujevac       ritirato
```

### Jelička župa
```
Zlatibor Užice									
Era Užice									
Viktorija Čačak									
Miloš Veliki Čačak									
Obilić Kruševac									
Orao Arilje
```

### Moravska župa
```
Vitez Vranje
Jedinstvo Vranje
Sloga Vranje
Građanski Leskovac
Sloga Leskovac
Jugović Leskovac

Sinđelić Niš

Jug Bogdan Prokuplje
```

### Banatska župa
```
   Squadra                         G   V   N   P   GF  GS  Q.Reti  Pti
1  
Obilić Veliki Bečkerek
          4   4   0   0   12  1   12,000  8
2  Slavija Veliki Bečkerek         4   3   0   1   10  3   3,333   6
3  Kikindski SK Kosovo V. Kikinda  4   2   0   2   6   6   1,000   4
4  Olimpija Vršac                  4   1   0   3   3   9   0,333   2
5  Viktorija Veliki Bečkerek       4   0   0   4   0   12  0,000   0
```

### Novosadska župa
```
   Squadra                         G   V   N   P   GF  GS  Q.Reti  Pti
1  
Juda Makabi
                     6   3   1   2   6   10  0,600   7	
2  
Vojvodina
                       6   2   2   2   10  11  0,909   6	
3  
NTK Novi Sad
 (–2)               6   4   0   2   17  9   1,889   6	
4  
NAK Novi Sad
                    6   1   1   4   8   11  0,727   3
```